# Exning
Exning is een civil parish in het bestuurlijke gebied Forest Heath, in het Engelse graafschap Suffolk.